# Common Interface

Common Interface — модуль, що виконує функцію декодування вхідного відеопотоку даних і видає їх на вихід. Слот розширення для електронних модулів, наявних в конструкції сучасних телевізорів, ресиверів цифрового телебачення або спеціалізованих плат розширення побутового комп'ютера, що дозволяє, через вставляння CAM-модулів з декодуючою картою, переглядати закриті (закодовані) радіо- і телеканали. Використовується в системах цифрового мовлення, як частина обладнання захисту комерційного медіаконтенту.
Пристрої, що підключаються :
- CAM-модуль - вставляється в CI-слот, стандартний перехідний пристрій для підключення карт декодування закритих каналів. Для кожного типу кодування (Viaccess, Conax, Irdeto тощо) існує відповідний CAM-модуль.
- Декодувальна карта (карта декодування, карта доступу) - електронна смарт-карта, що вставляється в CAM-модуль і зберігає в собі індивідуальні дані передплатника (список оплачених каналів, терміни підписки та ін.)

В деякі моделі CI-модулів може бути передбачена установка двох різних CAM, для різних карт декодування.
У персональний комп'ютер CI-модуль вставляється в слот PCI (однак не має контактів з власне шиною PCI, виробляючи обмін інформацією та отримуючи живлення по внутрішньому кабелю), є варіанти виконання у форм-факторі флоппі-дисковода 3.5 ".
Всі CI повинні відповідати стандарту EN 50221-1997 (специфікація Common Interface).

## CI+
Попередня версія CI декодує телевізійний сигнал і передає його для подальшої обробки в незашифрованому вигляді на ресивер або телевізор. Зашифровані раніше сигнали тепер відкриті і можуть бути вільно записані або скопійовані.
Нова версія CI+ (CI Plus) працює зі "Зворотним шифруванням." Це означає, що дані залишаються зашифрованими ще навіть до безпосередньої передачі на екран. Новий стандарт відповідає вимогам власників даних. Таким чином щось записати з апарату оснащеного такою версією CI стає, на даний момент, неможливо. Підтримуються тільки спеціальні програвачі, сумісні з даним форматом. Власник контенту може в такому випадку заборонити запис або дозволити перегляд тільки один раз або заборонити перемотування реклами або заборонити запис на жорсткий диск.
Наявність тієї чи іншої версії CI зазвичай вказується в маркуванні телевізора.